# Here and There
Here and There — музичний альбом Елтона Джона. Виданий 30 квітня 1976 у Великій Британії і 3 травня 1976 року у США лейблами DJM Records і MCA відповідно. Альбом складається з двох частин, записаних у 1974 році на концертах у Лондоні та Нью-Йорку. Існує дві версії цих альбомів LP та CD.
У 1995 продюсер Gus Dudgeon зробив нову редакцію обох виступів та розширив кількість пісень до двох CD, таким чином відтворив плейлисти обох концертів. Маловідомим є той факт, що під час концерту в Нью-Йорку на сцені несподівано з'явився John Lennon, який виконав три пісні дуетом з Елтоном Джоном. Це був останній публічний виступ видатного бітла.

## Список пісень

### Перше видання на LP

#### Сторона перша: «Here»
1. «Skyline Pigeon» — 4:34
2. «Border Song» — 3:18
3. «Honky Cat» — 7:15
4. «Love Song» (with Leslie Duncan) (Duncan) — 5:25)
5. «Crocodile Rock» — 4:15

#### Сторона друга: «There»
1. «Funeral for a Friend/Love Lies Bleeding» — 11:11
2. «Rocket Man (I Think It's Going to Be a Long, Long Time)» — 5:13
3. «Bennie and the Jets» — 6:09
4. «Take Me to the Pilot» — 5:48

#### Перевидання на CD

##### Диск I: «Here»
1. «Skyline Pigeon» — 5:41
2. «Border Song» — 3:27
3. «Take Me to the Pilot» — 4:33
4. «Country Comfort» — 6:44
5. «Love Song» (with Leslie Duncan) (Duncan) — 5:03
6. «Bad Side of the Moon» — 7:54
7. «Burn Down the Mission» — 8:25
8. «Honky Cat» — 7:04
9. «Crocodile Rock» — 4:08
10. «Candle in the Wind» — 3:57
11. «Your Song» — 4:07
12. «Saturday Night's Alright for Fighting» — 7:09

##### Диск II: «There»
1. «Funeral for a Friend/Love Lies Bleeding» — 11:53
2. «Rocket Man (I Think It's Going to Be a Long, Long Time)» — 5:03
3. «Take Me to the Pilot» — 6:00
4. «Bennie and the Jets» — 5:59
5. «Grey Seal» — 5:27
6. «Daniel» — 4:06
7. «You're So Static» — 4:32
8. «Whatever Gets You Thru the Night» (with John Lennon) (Lennon) — 4:40
9. «Lucy in the Sky with Diamonds» (with John Lennon) (Lennon, McCartney) — 6:15
10. «I Saw Her Standing There» (with John Lennon) (Lennon, McCartney) — 3:17
11. «Don't Let the Sun Go Down on Me» — 5:57
12. «Your Song» — 3:58
13. «The Bitch is Back» — 4:23

## Чарти
| Чарт (1976)                                          | Найвища позиція |
| ---------------------------------------------------- | --------------- |
| Australian Albums (Kent Music Report)                | 11              |
| Канада Canada Top Albums/CDs (RPM)                   | 13              |
| Нова Зеландія New Zealand Albums (Recorded Music NZ) | 3               |
| Норвегія Norwegian Albums (VG-lista)                 | 19              |
| Швеція Swedish Albums (Sverigetopplistan)            | 30              |
| Велика Британія UK Albums (OCC)                      | 6               |
| США Billboard 200                                    | 4               |

| Чарт (1976)                 | Позиція |
| --------------------------- | ------- |
| Canada Top Albums/CDs (RPM) | 87      |
| New Zealand Albums (RMNZ)   | 34      |

## Сертифікації
| Регіон                                             | Сертифікація | Продажі    |
| -------------------------------------------------- | ------------ | ---------- |
| Австралія (ARIA)                                   | Золотий      | 20 000^    |
| Канада (Music Canada)                              | Золотий      | 50 000^    |
| Велика Британія (BPI)                              | Срібний      | 60 000^    |
| США (RIAA)                                         | Платиновий   | 1 000 000^ |
| ^відвантаження, що базуються лише на сертифікаціях |              |            |